# De Duif (kerk)
De Duif is een kerkgebouw uit 1857 aan de Prinsengracht 756 in Amsterdam, dat van oorsprong tot de Rooms-Katholieke Kerk behoorde.

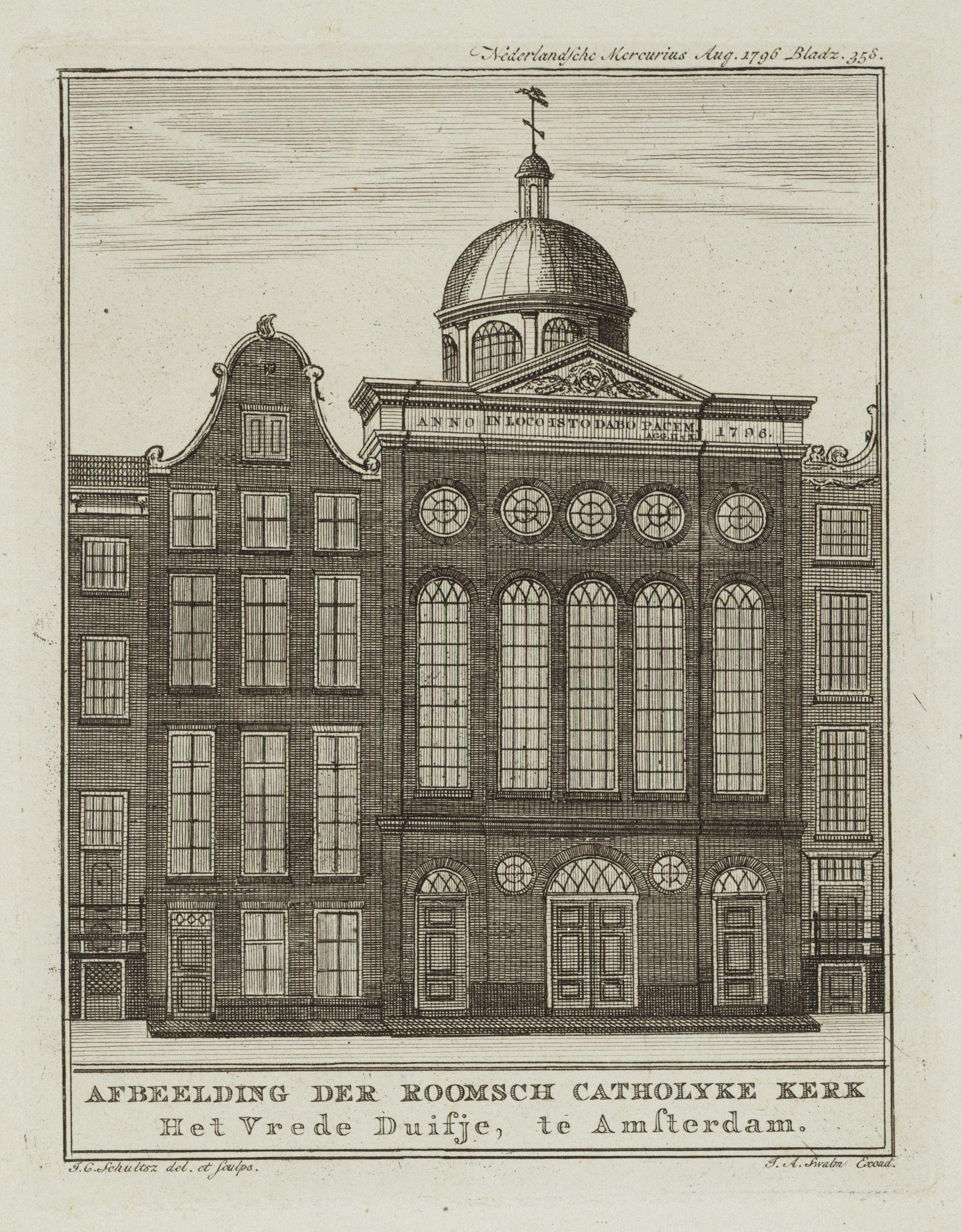
De eerste Duif uit 1796. Prent in De Maandelykse Nederlandsche Mercurius

## Geschiedenis
Vroeger stond op de plaats van De Duif de suikerfabriek Het Fortuyn. Toen deze afbrandde, werd hier in 1796 door pastoor Johannes Andreas Offerman de Sint-Willibrorduskerk gebouwd ter vervanging van het eeuwenoude schuilkerkje Het Vrededuifje aan de Kerkstraat (op de plek waar later een postkantoor stond). De kerk nam de bijnaam van het oude kerkje mee. Deze werd in de loop der jaren De Duif. Bij de nieuwe kerk bevond zich de kerkruimte boven de pastorie op de eerste verdieping. Op het dak verrees een koepeltoren, die echter al in 1835 wegens bouwvalligheid moest worden gesloopt.
In 1857 werd de oude kerk vervangen door een nieuwe, naar plannen van architect Theo Molkenboer. De aanbesteding (het aanzienlijk vergroten van de kerk) vond plaats op 10 januari, de opening werd verricht op 6 december 1857.  Dit is derhalve de derde Duif-kerk in Amsterdam. De kerk is in neoclassicistische stijl gebouwd en heeft een neobarokke voorgevel. Ze valt eigenlijk alleen op vanaf de overkant van de gracht. Het gebouw is een rijksmonument en werd in 2006 gerestaureerd door Stadsherstel Amsterdam.

## Functies
Tot 1974 was het de katholieke Sint-Willibrorduskerk binnen de Veste. De kerk is sinds 1974 de thuisbasis van de oecumenische gemeente De Duif, die hier wekelijks op zondag haar vieringen organiseert. Als voorgangers van de gemeente traden onder anderen Jos Brink en Ernst Stern op. 
Sinds 2006 wordt de kerk verhuurd voor uiteenlopende evenementen. Doordat de kerk een hoge ruimte heeft, is zij geschikt voor evenementen met een paar honderd bezoekers. De akoestiek wordt gekenmerkt door een nagalm die door een nieuw aangebracht zwevend akoestisch plafond kan worden bijgesteld tijdens het gebruik voor symfonieorkesten en kamerkoren, orgelconcerten en operavoordracht. Ook worden er als dansvoorstellingen, productpresentaties, televisie- en filmopnamen, theater, shows en beurzen gehouden, en kan er getrouwd worden. Verder zijn er grote jaarlijkse evenementen zoals Tangomagia en de Tribal Art Fair. Het gebouw bood in de zomer van 2006 onderdak aan tal van evenementen in het kader van het Holland Festival. 

## Orgel
De Duif beschikt over een groot kerkorgel, dat in 1862 is gebouwd door Franciscus Cornelius Smits (1800-1876), wiens zoon het in 1882 aanzienlijk uitbreidde. In 1896 en 1942 werden verbouwingen uitgevoerd door Adema. In de laatste decennia van de twintigste eeuw werd het instrument niet meer gebruikt, totdat in 1997 aan een restauratie werd begonnen. Deze werd voor het pijpwerk uitgevoerd door Flentrop, die een aantal andere werkzaamheden uitbesteedde aan Elbertse. Dit grootste Smits-orgel boven de grote rivieren van Nederland werd op 25 september 2006 weer feestelijk in gebruik genomen. Het heeft drie manualen, een vrij pedaal en 46 registers. Het wordt met de kerk als rijksmonument beschermd. De vaste organist is Stephan van de Wijgert.